# Кузьмин, Иван Петрович
Иван Петрович Кузьми́н (1928—2002) — педагог, заслуженный учитель школы Карельской АССР (1964), заслуженный учитель школы РСФСР (1979), Герой Социалистического Труда (1968).

## Биография
Родился в многодетной крестьянской семье, карел. Окончил семилетнюю школу в деревне Вагвозеро.
После окончания в 1946 году Петрозаводского педагогического училища, работал учителем начальных классов Вагвозерской школы.
В 1949—1950 годах — директор Хюрсюльской семилетней школы в Суоярвском районе.
В 1950—1954 годах служил в рядах Советской армии.
В 1958 году, после окончания Карельского государственного педагогического института, направлен директором в Ильинскую среднюю школу, преподавал историю.
В 1961—1987 годах — директор Олонецкой школы-интерната № 10 для детей-сирот.